# Неформални затворски систем
Неформални затворски систем јесте начин на који се осуђена лица организују унутар затвора насупрот формалном затворском систему. Суштина неформалног затворског система јесте потреба осуђених лица да у систему ограничене слободе задовоље неке своје потребе које су им ограничене или ускраћене, односно да се супротставе затворским депривацијама - осујећењима. 
Неформални затворски систем може бити мање или више удаљен од формалног затворског система и мање или више је њему супротстављен.
Неформални затворски систем има своју хијерархију, своја правила понашања и свој језик: сленг и шатровачки језик.